# Giro d'Italia 1933
Il Giro d'Italia 1933, ventunesima edizione della "Corsa Rosa", si svolse in diciassette tappe, dal 6 maggio al 28 maggio 1933, su un percorso di complessivi 3 340 km. Fu vinto da Alfredo Binda, davanti al belga Jef Demuysere e a Domenico Piemontesi. Su 97 partenti arrivarono al traguardo finale 51 corridori.
Edizione del Giro caratterizzata da diverse novità. Il numero delle tappe fu aumentato da 13 a 17, riducendo il chilometraggio medio e il numero di giorni di riposo allo scopo di dare maggior vivacità alla corsa; furono inoltre introdotti abbuoni di tempo sia al traguardo (3' in caso di vittoria con arrivo isolato, 2' per vittoria in volata su un gruppo ristretto, 1' per vittoria in volata) sia sulle quattro salite della corsa – con un massimo di 3' per il primo a transitare sulla vetta più alta (il Tonale, nell'ultima tappa). Fu istituita la classifica del Gran Premio della Montagna e fu introdotta una maglia bianca per distinguere il primo nella classifica degli "isolati". Infine si disputò la prima tappa a cronometro nella storia del Giro, la Bologna-Ferrara di 62 km.
L'ammontare dei premi salì a 296.000 lire e comparvero i primi carri pubblicitari al seguito della gara. La corsa fu dominata da Alfredo Binda, che si aggiudicò sei tappe, vestì la maglia rosa al termine di tredici frazioni e fece suo anche il Gran Premio della Montagna (transitò per primo su tutte e quattro le salite della corsa). L'altro favorito Learco Guerra, già vincitore di tre tappe, fu invece costretto al ritiro da una caduta rimediata nelle fasi finali della sesta tappa, a Roma presso Villa Glori.

## Tappe
| Tappa  | Data      | Percorso                              | km    | Vincitore di tappa | Leader cl. generale |
| ------ | --------- | ------------------------------------- | ----- | ------------------ | ------------------- |
| 1ª     | 6 maggio  | Milano > Torino                       | 169   | Learco Guerra      | Learco Guerra       |
| 2ª     | 7 maggio  | Torino > Genova                       | 216   | Alfredo Binda      | Alfredo Binda       |
| 3ª     | 8 maggio  | Genova > Pisa                         | 191   | Learco Guerra      | Alfredo Binda       |
|        | 9 maggio  | giorno di riposo                      |       |                    |                     |
| 4ª     | 10 maggio | Pisa > Firenze                        | 184   | Giuseppe Olmo      | Alfredo Binda       |
| 5ª     | 11 maggio | Firenze > Grosseto                    | 193   | Learco Guerra      | Jef Demuysere       |
| 6ª     | 12 maggio | Grosseto > Roma                       | 212   | Mario Cipriani     | Jef Demuysere       |
|        | 13 maggio | giorno di riposo                      |       |                    |                     |
| 7ª     | 14 maggio | Roma > Napoli                         | 228   | Gerard Loncke      | Jef Demuysere       |
| 8ª     | 15 maggio | Napoli > Foggia                       | 195   | Alfredo Binda      | Alfredo Binda       |
|        | 16 maggio | giorno di riposo                      |       |                    |                     |
| 9ª     | 17 maggio | Foggia > Chieti                       | 248   | Alfredo Binda      | Alfredo Binda       |
| 10ª    | 18 maggio | Chieti > Ascoli Piceno                | 158   | Alfredo Binda      | Alfredo Binda       |
|        | 19 maggio | giorno di riposo                      |       |                    |                     |
| 11ª    | 20 maggio | Ascoli Piceno > Riccione              | 208   | Fernand Cornez     | Alfredo Binda       |
| 12ª    | 21 maggio | Riccione > Bologna                    | 189   | Giuseppe Olmo      | Alfredo Binda       |
| 13ª    | 22 maggio | Bologna > Ferrara (cron. individuale) | 62    | Alfredo Binda      | Alfredo Binda       |
|        | 23 maggio | giorno di riposo                      |       |                    |                     |
| 14ª    | 24 maggio | Ferrara > Udine                       | 242   | Ettore Meini       | Alfredo Binda       |
| 15ª    | 25 maggio | Udine > Bassano del Grappa            | 213   | Ettore Meini       | Alfredo Binda       |
| 16ª    | 26 maggio | Bassano del Grappa > Bolzano          | 148   | Gerard Loncke      | Alfredo Binda       |
|        | 27 maggio | giorno di riposo                      |       |                    |                     |
| 17ª    | 28 maggio | Bolzano > Milano                      | 284   | Alfredo Binda      | Alfredo Binda       |
| Totale | Totale    | Totale                                | 2 914 |                    |                     |

## Squadre e corridori partecipanti
Si iscrissero alla corsa 99 ciclisti, 52 in rappresentanza di nove squadre, o "aggruppati", e 47 senza squadra, o "isolati". I partenti effettivi furono 97, 51 aggruppati e 46 isolati. Il quotidiano Il Littoriale alla vigilia citò come favoriti per il successo finale Alfredo Binda, Francesco Camusso, Remo Bertoni, Learco Guerra, Allegro Grandi, Kurt Stöpel, Jef Demuysere e Gaston Rebry.
| N.        | Cod. | Squadra           |
| --------- | ---- | ----------------- |
| 1-6       |      | Gloria-Hutchinson |
| 7-14      |      | Ganna-Hutchinson  |
| 15-21     |      | Bianchi-Pirelli   |
| 22-26     |      | Maino-Clément     |
| 27-32, 44 |      | Olympia-Spiga     |

| N.        | Cod. | Squadra               |
| --------- | ---- | --------------------- |
| 33-40, 45 |      | Dei-Pirelli           |
| 41-43     |      | Bestetti-D'Alessandro |
| 46        |      | Girardengo-Clément    |
| 47-52     |      | Legnano-Hutchinson    |
| 61-107    |      | Isolati               |

## Dettagli delle tappe

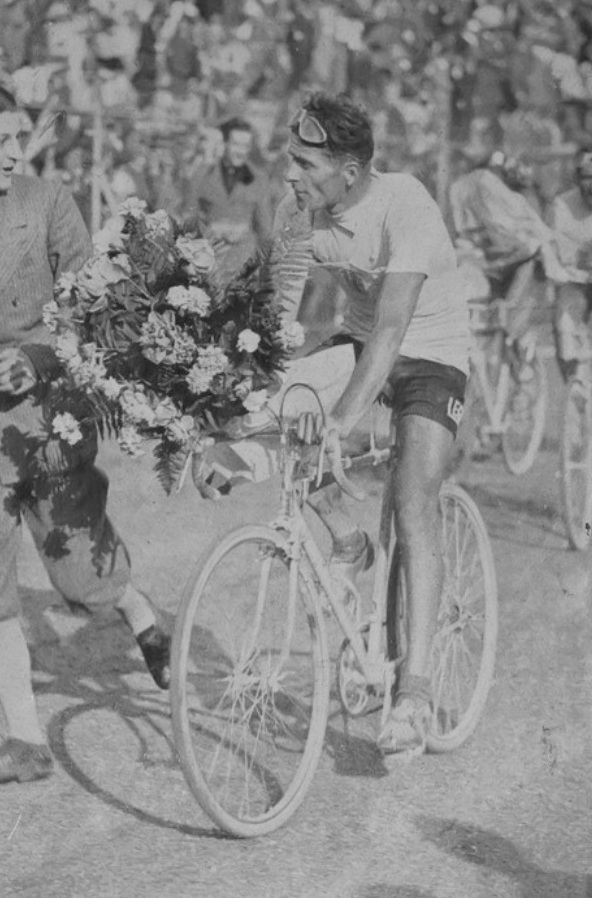
Giro d'onore di Alfredo Binda, Arena Civica di Milano, 28 maggio 1933

### 1ª tappa
- 6 maggio: Milano > Torino – 169 km

Risultati
| Pos. | Corridore      | Squadra | Tempo    |
| ---- | -------------- | ------- | -------- |
| 1    | Learco Guerra  | Maino   | 5h06'00" |
| 2    | Alfredo Bovet  | Bianchi | s.t.     |
| 3    | Mario Cipriani | Ganna   | a 11"    |

### 2ª tappa
- 7 maggio: Torino > Genova – 216 km

Risultati
| Pos. | Corridore      | Squadra | Tempo    |
| ---- | -------------- | ------- | -------- |
| 1    | Alfredo Binda  | Legnano | 7h01'55" |
| 2    | Jef Demuysere  | Ganna   | a 25"    |
| 3    | Allegro Grandi | Dei     | a 58"    |

### 3ª tappa
- 8 maggio: Genova > Pisa – 191 km

Risultati
| Pos. | Corridore           | Squadra | Tempo    |
| ---- | ------------------- | ------- | -------- |
| 1    | Learco Guerra       | Maino   | 6h26'00" |
| 2    | Ettore Meini        | Ganna   | s.t.     |
| 3    | Domenico Piemontesi | Gloria  | s.t.     |

### 4ª tappa
- 10 maggio: Pisa > Firenze – 184 km

Risultati
| Pos. | Corridore     | Squadra | Tempo    |
| ---- | ------------- | ------- | -------- |
| 1    | Giuseppe Olmo | Bianchi | 5h54'35" |
| 2    | Alfredo Binda | Legnano | s.t.     |
| 3    | Alfredo Bovet | Bianchi | s.t.     |

### 5ª tappa
- 11 maggio: Firenze > Grosseto – 193 km

Risultati
| Pos. | Corridore           | Squadra | Tempo    |
| ---- | ------------------- | ------- | -------- |
| 1    | Learco Guerra       | Maino   | 6h00'48" |
| 2    | Domenico Piemontesi | Gloria  | s.t.     |
| 3    | Alfredo Bovet       | Bianchi | s.t.     |

### 6ª tappa
- 12 maggio: Grosseto > Roma – 212 km

Risultati
| Pos. | Corridore      | Squadra | Tempo    |
| ---- | -------------- | ------- | -------- |
| 1    | Mario Cipriani | Ganna   | 7h01'18" |
| 2    | Alfredo Binda  | Legnano | s.t.     |
| 3    | Kurt Stöpel    | Legnano | s.t.     |

### 7ª tappa
- 14 maggio: Roma > Napoli – 228 km

Risultati
| Pos. | Corridore     | Squadra | Tempo    |
| ---- | ------------- | ------- | -------- |
| 1    | Gerard Loncke | Ganna   | 7h32'27" |
| 2    | Ettore Meini  | Ganna   | s.t.     |
| 3    | Alfredo Binda | Legnano | s.t.     |

### 8ª tappa
- 15 maggio: Napoli > Foggia – 195 km

Risultati
| Pos. | Corridore     | Squadra | Tempo    |
| ---- | ------------- | ------- | -------- |
| 1    | Alfredo Binda | Legnano | 6h55'01" |
| 2    | Gerard Loncke | Ganna   | s.t.     |
| 3    | Jef Demuysere | Ganna   | s.t.     |

### 9ª tappa
- 17 maggio: Foggia > Chieti – 248 km

Risultati
| Pos. | Corridore     | Squadra | Tempo    |
| ---- | ------------- | ------- | -------- |
| 1    | Alfredo Binda | Legnano | 8h33'52" |
| 2    | Gerard Loncke | Ganna   | s.t.     |
| 3    | Remo Bertoni  | Bianchi | s.t.     |

### 10ª tappa
- 18 maggio: Chieti > Ascoli Piceno – 158 km

Risultati
| Pos. | Corridore           | Squadra | Tempo    |
| ---- | ------------------- | ------- | -------- |
| 1    | Alfredo Binda       | Legnano | 5h48'29" |
| 2    | Domenico Piemontesi | Gloria  | s.t.     |
| 3    | Fernand Cornez      | Dei     | s.t.     |

### 11ª tappa
- 20 maggio: Ascoli Piceno > Riccione – 208 km

Risultati
| Pos. | Corridore      | Squadra | Tempo    |
| ---- | -------------- | ------- | -------- |
| 1    | Fernand Cornez | Dei     | 6h38'26" |
| 2    | Kurt Stöpel    | Legnano | s.t.     |
| 3    | Remo Bertoni   | Bianchi | s.t.     |

### 12ª tappa
- 21 maggio: Riccione > Bologna – 189 km

Risultati
| Pos. | Corridore     | Squadra | Tempo    |
| ---- | ------------- | ------- | -------- |
| 1    | Giuseppe Olmo | Bianchi | 5h38'42" |
| 2    | Alfredo Bovet | Bianchi | s.t.     |
| 3    | Alfredo Binda | Legnano | s.t.     |

### 13ª tappa
- 22 maggio: Bologna > Ferrara – Cronometro individuale – 62 km

Risultati
| Pos. | Corridore        | Squadra | Tempo    |
| ---- | ---------------- | ------- | -------- |
| 1    | Alfredo Binda    | Legnano | 1h34'51" |
| 2    | Jef Demuysere    | Ganna   | a 1'02"  |
| 3    | Ambrogio Morelli | Bianchi | a 3'17"  |

### 14ª tappa
- 24 maggio: Ferrara > Udine – 242 km

Risultati
| Pos. | Corridore     | Squadra | Tempo    |
| ---- | ------------- | ------- | -------- |
| 1    | Ettore Meini  | Ganna   | 7h50'51" |
| 2    | Giuseppe Olmo | Bianchi | s.t.     |
| 3    | Gerard Loncke | Ganna   | s.t.     |

### 15ª tappa
- 25 maggio: Udine > Bassano del Grappa – 213 km

Risultati
| Pos. | Corridore      | Squadra | Tempo    |
| ---- | -------------- | ------- | -------- |
| 1    | Ettore Meini   | Ganna   | 7h35'16" |
| 2    | Fernand Cornez | Dei     | s.t.     |
| 3    | Gerard Loncke  | Ganna   | s.t.     |

### 16ª tappa
- 26 maggio: Bassano del Grappa > Bolzano – 148 km

Risultati
| Pos. | Corridore      | Squadra | Tempo    |
| ---- | -------------- | ------- | -------- |
| 1    | Gerard Loncke  | Ganna   | 5h50'39" |
| 2    | Ettore Meini   | Ganna   | s.t.     |
| 3    | Fernand Cornez | Dei     | s.t.     |

### 17ª tappa
- 28 maggio: Bolzano > Milano – 284 km

Risultati
| Pos. | Corridore           | Squadra | Tempo     |
| ---- | ------------------- | ------- | --------- |
| 1    | Alfredo Binda       | Legnano | 10h03'27" |
| 2    | Domenico Piemontesi | Gloria  | s.t.      |
| 3    | Gerard Loncke       | Ganna   | s.t.      |

## Classifiche finali

### Classifica generale - Maglia rosa
| Pos. | Corridore           | Squadra | Tempo      |
| ---- | ------------------- | ------- | ---------- |
| 1    | Alfredo Binda       | Legnano | 111h01'52" |
| 2    | Jef Demuysere       | Ganna   | a 12'34"   |
| 3    | Domenico Piemontesi | Gloria  | a 16'31"   |
| 4    | Alfredo Bovet       | Bianchi | a 19'47"   |
| 5    | Allegro Grandi      | Dei     | a 21'33"   |
| 6    | Carlo Moretti       | Dei     | a 26'16"   |
| 7    | Ludwig Geyer        | Legnano | a 27'17"   |
| 8    | Kurt Stöpel         | Legnano | a 28'22"   |
| 9    | Mario Cipriani      | Ganna   | a 30'28"   |
| 10   | Camillo Erba        | Isolati | a 30'30"   |

### Classifica del Gran Premio della Montagna
| Pos. | Corridore     | Squadra | Punti |
| ---- | ------------- | ------- | ----- |
| 1    | Alfredo Binda | Legnano |       |

### Classifica stranieri
| Pos. | Corridore        | Squadra | Tempo      |
| ---- | ---------------- | ------- | ---------- |
| 1    | Jef Demuysere    | Ganna   | 111h14'26" |
| 2    | Ludwig Geyer     | Legnano | a 14'43"   |
| 3    | Kurt Stöpel      | Legnano | a 15'48"   |
| 4    | René Vietto      | Olympia | a 42'23"   |
| 5    | Karl Altenburger | Olympia | a 49'43"   |

### Classifica isolati - Maglia bianca
| Pos. | Corridore        | Squadra | Tempo      |
| ---- | ---------------- | ------- | ---------- |
| 1    | Camillo Erba     | Isolati | 111h32'22" |
| 2    | Antonio Folco    | Isolati | a 25"      |
| 3    | Carlo Romanatti  | Isolati | a 2'14"    |
| 4    | Armando Zucchini | Isolati | a 9'36"    |
| 5    | Marco Giuntelli  | Isolati | a 13'05"   |

### Classifica indipendenti
| Pos. | Corridore        | Squadra | Tempo      |
| ---- | ---------------- | ------- | ---------- |
| 1    | Carlo Moretti    | Dei     | 111h28'08" |
| 2    | Camillo Erba     | Isolati | a 4'14"    |
| 3    | Antonio Folco    | Isolati | a 4'39"    |
| 4    | Carlo Romanatti  | Isolati | a 6'28"    |
| 5    | Armando Zucchini | Isolati | a 13'50"   |

### Classifica a squadre - Trofeo Morgagni
| Pos. | Squadra            | Tempo      |
| ---- | ------------------ | ---------- |
| 1    | Legnano-Hutchinson | 334h01'15" |
| 2    | Dei-Pirelli        | a 34'16"   |
| 3    | Bianchi-Pirelli    | a 53'37"   |
| 4    | Gloria-Hutchinson  | a 1h03'07" |
| 5    | Ganna-Hutchinson   | a 1h04'07" |
| 6    | Olympia-Spiga      | a 1h42'52" |